# 水珍鱼
水珍鱼（学名：Argentina kagoshimae），又名鹿兒島水珍魚，为水珍鱼科水珍鱼属的鱼类，为温带海水鱼。该物种的模式产地在日本鹿儿岛。分布于日本海、日本东侧太平洋沿岸、台湾岛以及南海、东海等海域。深度225-385公尺，棲息在沙泥底質底層水域，生活習性不明。